# Kunst im öffentlichen Raum

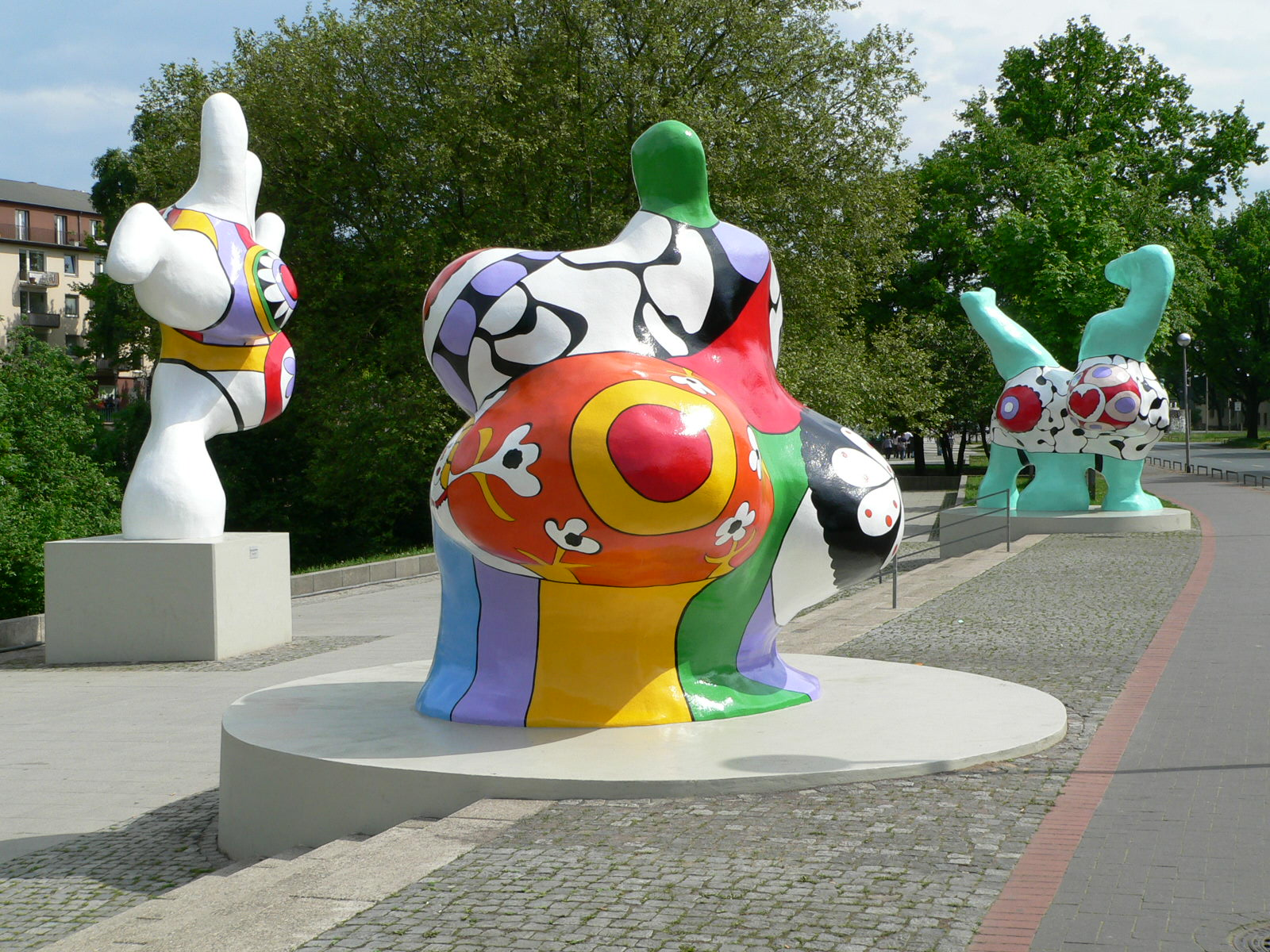
Die Nanas in Hannover von Niki de Saint Phalle an der Skulpturenmeile Hannover

Kunst im öffentlichen Raum gilt als ein Sammelbegriff für Kunstwerke unterschiedlicher Epochen und Stile, die im kommunalen öffentlichen Raum, also in den städtischen Parks, auf Straßen oder Plätzen von jedermann zu erleben sind.

## Geschichte

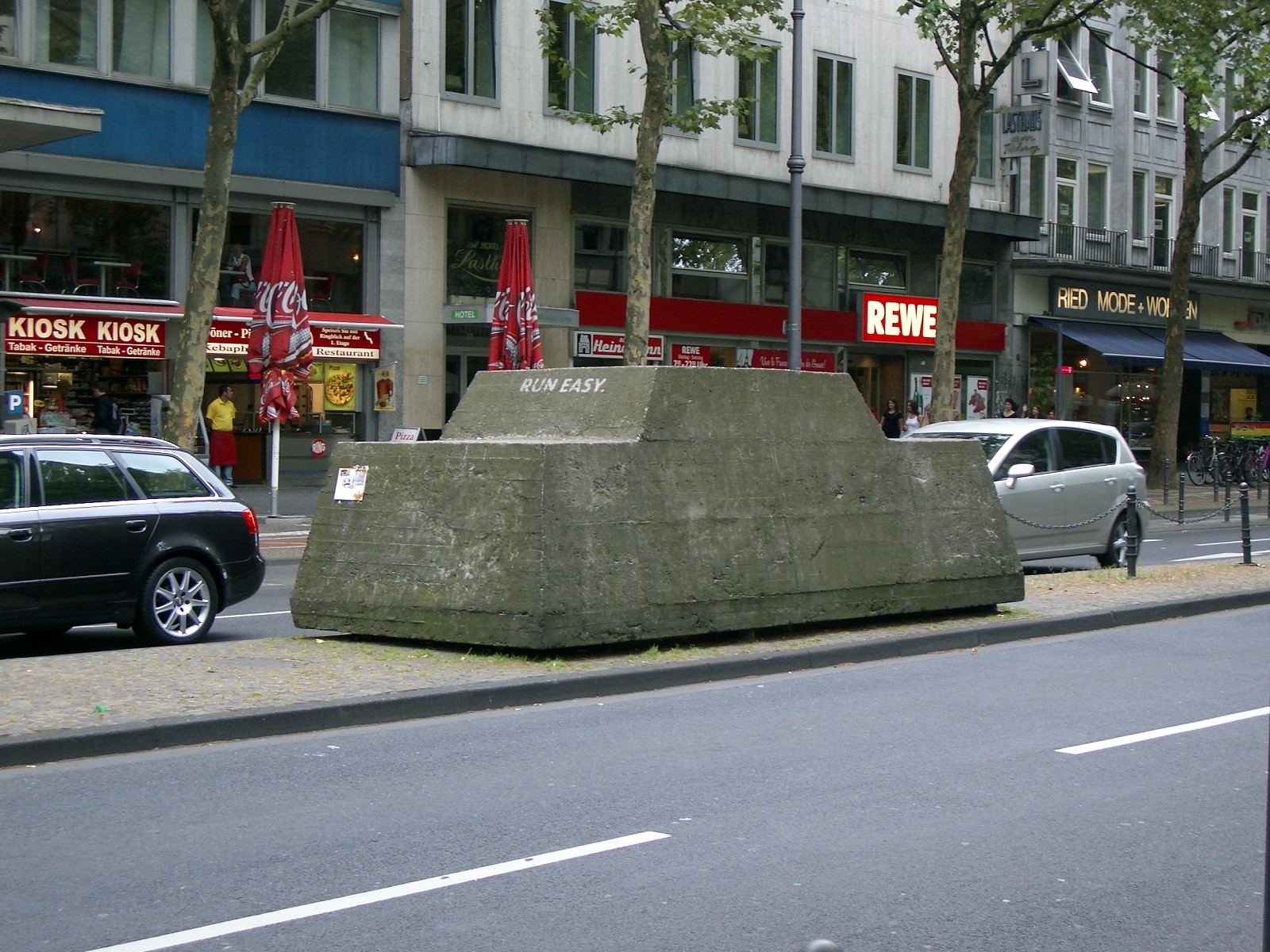
Wolf Vostell, Ruhender Verkehr, Köln 1969

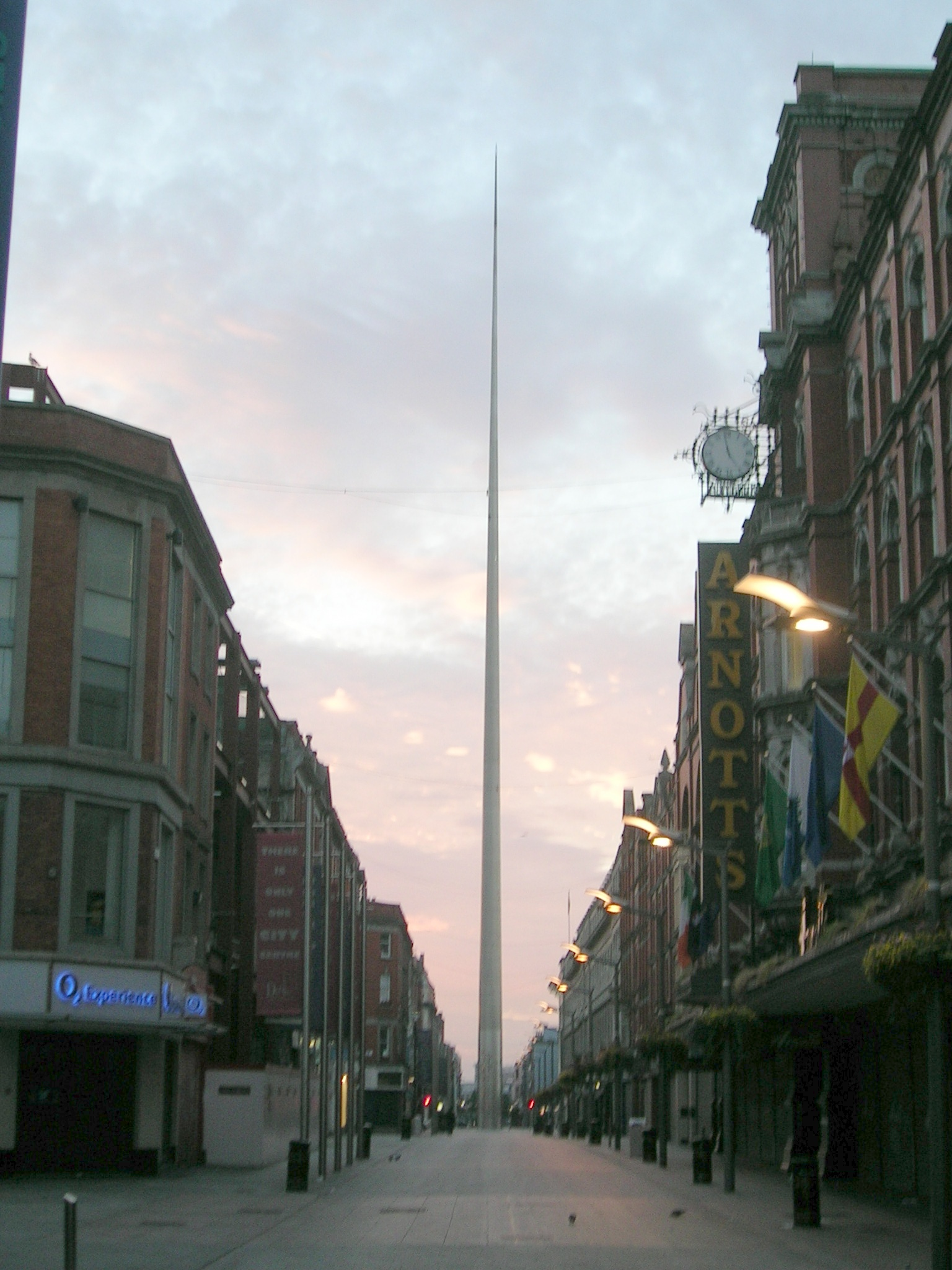
The Spire in Dublin, ein 121 m hohes Monument

Kunst im öffentlichen Raum steht stets in Verbindung mit der Gestaltung des öffentlichen Raums, welcher in den Städten, Märkten und Dörfern viele Jahrhunderte alt ist. Die inhaltliche und zeitliche Spannbreite der Kunst im öffentlichen Raum umfasst die teils mehrere hundert Jahre alten Standbilder und Brunnen in den Parkanlagen genauso wie zeitgenössische Werke und Projekte. Auch politisch bestellte Arbeiten wie der Karl-Marx-Kopf in Chemnitz oder der Konrad-Adenauer-Kopf vor dem ehemaligen Kanzleramt in Bonn zählen dazu. In Deutschland gilt die Aktion „Plastik im Freien“ von 1953 in Hamburg als ein neuer Versuch, Kunst im öffentlichen Raum verstärkt allgemein zugänglich zu zeigen. Eines der bekanntesten Beispiele von Kunst im öffentlichen Raum sind die Nanas von Niki de Saint-Phalle in Hannover aus dem Jahre 1974, deren Aufstellung erst einmal sehr umstritten war. Als ein markantes Beispiel kann auch die Skulptur Ruhender Verkehr von Wolf Vostell aus dem Jahre 1969 in Köln genannt werden. In der Selbstdarstellung der Kunst im öffentlichen Raum wird de facto das gesamte Kunstschaffen vor 1950 weitestgehend oder vollständig ausgeklammert.
Kunst im öffentlichen Raum muss sich nicht in historischen oder zeitgenössischen Werken aus Stein, Holz, Farbe oder Metall äußern, sondern kann auch in Form von Aktionen oder in anderen künstlerischen Formen geschehen, etwa als Streetart oder Graffiti-Mural. 1968 wurde an der „Großen Freiheit“ in Hamburg das erste große Wallpainting in Deutschland von den Künstlern Werner Nöfer und Dieter Glasmacher realisiert.
Eines der bekanntesten Werke temporärer Kunst im öffentlichen Raum ist die Reichstagsverhüllung von Christo und Jeanne-Claude in Berlin 1995.
Ein weiterer Traditionszweig ist die Kunst am Bau, bei der öffentliche und teilweise private Bauherren einen Anteil der Bausumme in die künstlerische Ausgestaltung des Vorhabens nach innen und außen investieren. (Auch hier ist die künstlerische Ausgestaltung von Bauwerken aber keine Entdeckung des 20. Jahrhunderts, sondern wesentlich älter.)

### „Kultur für alle!“
Eine verstärkte Wahrnehmung von Kunst im öffentlichen Raum - von der Renaissance bis zur Gegenwartskunst erfolgte mit der notwendigen Schaffung neuer kommunikativer Freiräume im Zuge der Stadterweiterungen in den 1960 und 1970er Jahren. In den späten 1960er Jahren gab Hilmar Hoffmann, damals Kulturreferent der Stadt Frankfurt am Main, die Parole „Kultur für alle!“ aus. Hierbei handelt es sich um eine neue Form staatlicher Kulturpolitik. Sie soll allen Bürgern die Möglichkeit bieten unterschiedliche kulturelle Angebote wahrzunehmen. Hoffmann fordert eine „Demokratisierung von Kultur“ und ihre Ablösung von den Institutionen. Auch andernorts wurden in vielen Kulturverwaltungen dafür Stellen eingerichtet. Heute engagieren sich zahlreiche kommunale Kulturbüros für Kunst im öffentlichen Raum, führen Kunstwettbewerbe durch und präsentieren medial den Kunstbestand vor Ort.
Einflussreich war die Entwicklung in Hannover, wo Experimente mit Straßenkunst in den Jahren 1970 bis 1974 erstmals das Thema Kunst und die Außendarstellung der Stadt in einen unmittelbaren Zusammenhang brachte. Zum vorläufigen Abschluss des Projektes kaufte die Stadt Nanas auf und stellte sie an der Leine am Rand der Altstadt auf. Das löste öffentliche Debatten zur Rolle moderner Kunst im Stadtbild aus. Nach politischen Auseinandersetzungen wurden die Nanas von 1974 der Anfang der 1986 fortgesetzten Skulpturenmeile Hannover. Im Jahr 2000 war sie mit acht Objekten fertiggestellt. Zu einer Fortsetzung von Straßenkunstprojekten kam es zwischen 1990 und 1994, dessen bedeutendstes BUSSTOPS mit künstlerisch gestalteten Bushaltestellen war.
Trotz der lokalen Proteste in Hannover ist seit den 1970er Jahren moderne Kunst im öffentlichen Raum eher selbstverständlich vorhanden und entwickelt sich laufend weiter. Zugleich ist Kunst als Gegenstand öffentlicher Diskussion und Empörung schon lange das künstlerische Aushängeschild einer mit „Kunst ohne Dach“ (Ludwig Zerull 1992) reich bestückten Stadt.
1971 trat das Symposion Urbanum in Nürnberg an, die Gegenwartskunst aus der Abgeschlossenheit des Museums herauszuholen. Das Projekt im Rahmen der Feierlichkeiten zum 500. Geburtstags Albrecht Dürers wurde von Karl Prantl angeregt und brachte 29 Kunstwerke von internationalen Künstler und Künstlergruppen – unter anderem aus Argentinien, Israel, Japan, Polen und Spanien – dauerhaft in den Stadtraum.

### Skulptur Projekte in Münster
Nachdem die Aufstellung einer kinetischen Plastik 1973 in Münsters Stadtraum zu einem Skandal geführt hatte, versuchten der Kustos des örtlichen LWL-Kunstmuseums, Klaus Bußmann und der Kurator Kasper König mit einer Ausstellung eine „neue Basis für den offenen Umgang mit dem Medium Skulptur zu schaffen“. Sie wurde 1977 als Skulptur Projekte eröffnet. Durch sie sei die Auseinandersetzung zwischen Betrachtern und Skulptur vom musealen auf den öffentlichen Raum ausgeweitet und ein Schritt zur Neuverortung von zeitgenössischer Skulptur im Außenraum gemacht worden, heißt es rückblickend im Skulptur Projekte Archiv. Die Austragung der Schau im Zehnjahresrhythmus habe Münster in den „Siebzigern zum Experimentierfeld für neue Kunst im öffentlichen Raum avancieren lassen“, stellte anlässlich der fünften Ausgabe 2017 Kunstkritiker Gottfried Knapp fest. Die Rolle dieses Ausstellungsprojekts für die weitere Verankerung von Kunst im öffentlichen Raum in Deutschland und darüber hinaus ist bislang nur in Ansätzen erforscht.

### Etablierung und Verstetigung

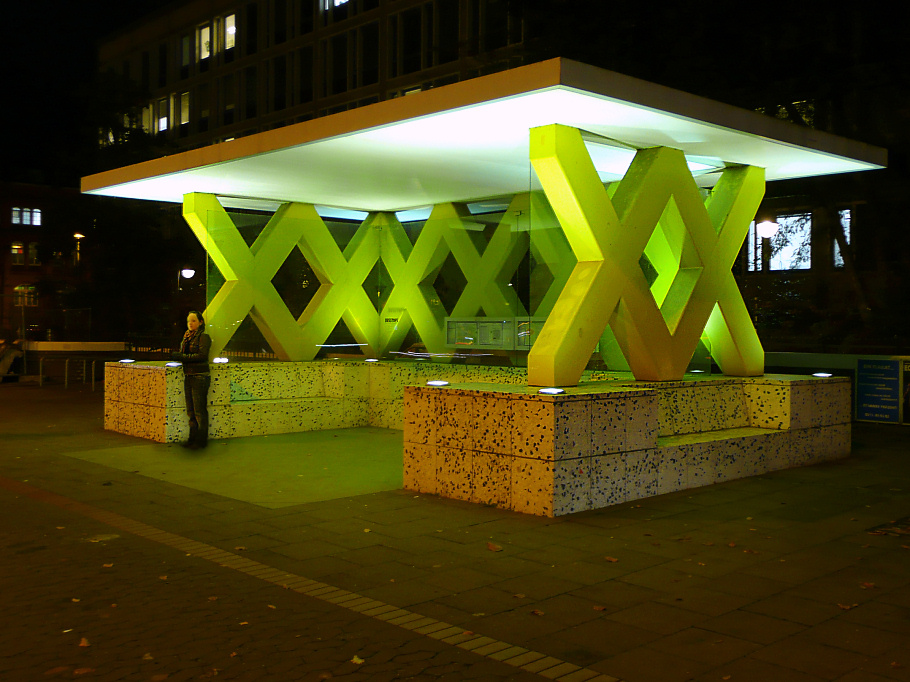
Eine der Haltestellen von BUSSTOPS in Hannover

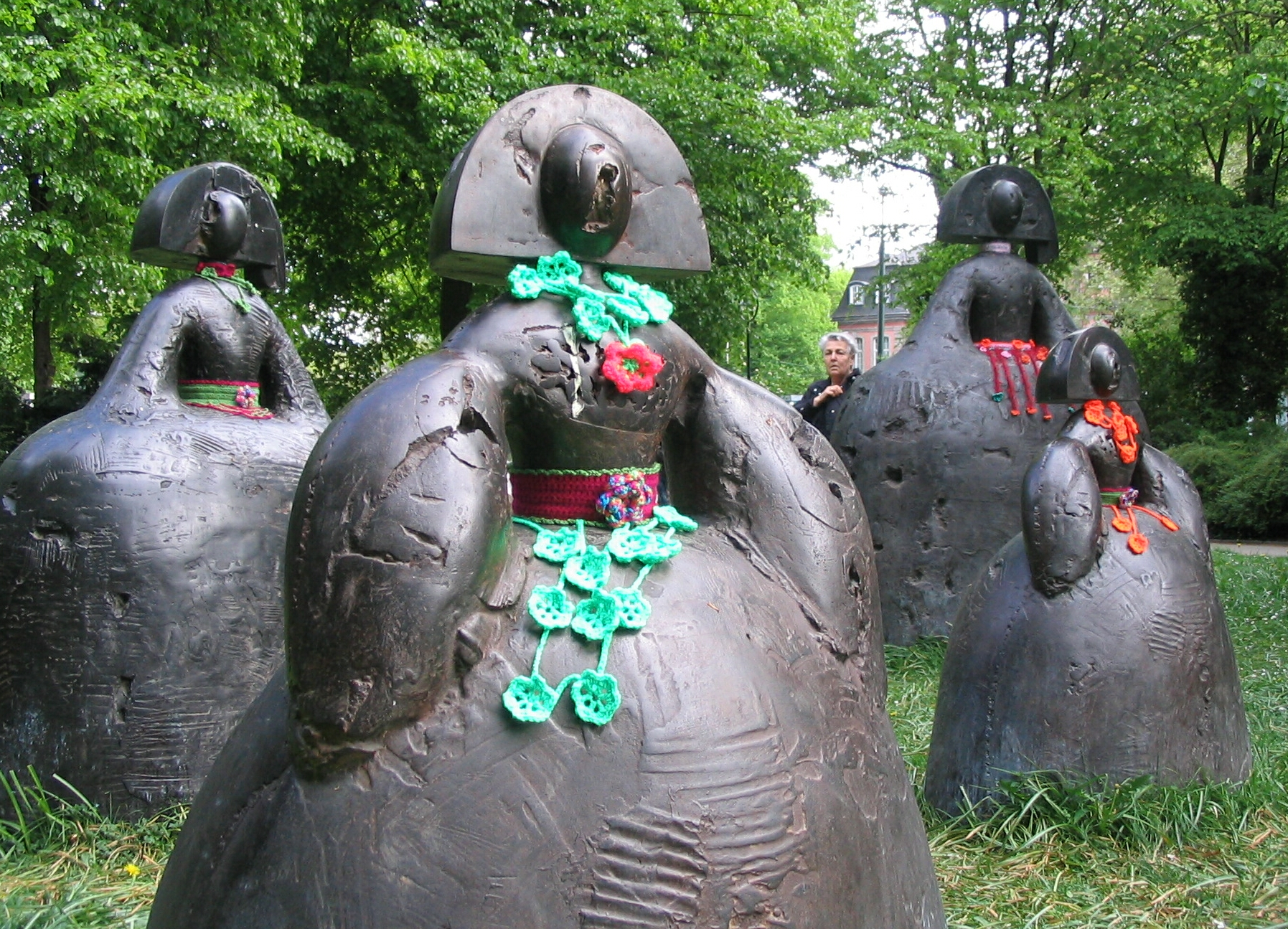
Manolo Valdés: Meninas mit Häkelgarnituren, Hofgarten (Düsseldorf)

Volker Plagemann übernahm 1973 die Kulturbehörde in Bremen und etablierte ein Programm zur Kunst im öffentlichen Raum und zugleich die Bezeichnung. Als er 1980 nach Hamburg wechselte schuf er dort ab 1981 das bis dahin größte Programm für Kunst im öffentlichen Raum. Der konstante Etat von zunächst 1 Million Mark im Jahr erlaubte langfristige Planungen. Zudem wurde die Kunst am Bau bei öffentlichen Bauten in der Stadt in das Programm übertragen und so die Verantwortung vom Bauherrn und Architekt auf die Kulturverwaltung der Stadt übertragen. Ihr stand eine Kunstkommission aus privaten Experten zur Seite. Unregelmäßig wurden besonders große Projekte organisiert: „Halle 6“ 1982 zur Eröffnung der Kulturfabrik Kampnagel; „Jenisch-Park Skulptur“ 1986 mit zwölf jungen deutschen Bildhauern im Jenischpark; „Hamburg Projekt 1989“ mit Kunstverein in Hamburg und Kunsthaus Hamburg mit 40 Künstlern im ganzen Innenstadtbereich parallel zu einer internationalen Großausstellung; „weitergehen“ 1997 mit experimenteller Kunst; „AUSSENDIENST“ 2000/01 mit mehreren Ausstellungsphasen und 21 Künstlern. Immer wurden die Werke speziell für häufig vom Künstler selbst ausgewählte Orte geschaffen. Eine besondere Rolle spielten auch mehrere Mahnmale im Hamburger Stadtgebiet.

### Seit 2000
Besonders der Wandel zu einer Gesellschaft, die wieder Sinnzusammenhänge sucht, führte mit Beginn des 21. Jahrhunderts zu einer neuen Befragung regionaler Kulturwerte. Kunst im öffentlichen Raum gewinnt so einen erweiterten Stellenwert zur Wahrung des regionalen kulturellen Gedächtnisses in zeitgeistiger Darstellung durch einen Künstler, zum Beispiel König-Albert-Brunnen in Plauen des Künstlers Norbert Marten. Weiterhin dient Kunst im öffentlichen Raum zur Vermittlung von kulturellen Werten, sozusagen als Bildungsangebot, aber auch zur Imageförderung einer Kommune. Städte und Gemeinden, die dieses erkannten und dieses Potential nutzten, hoffen neben einem Imagegewinn auch auf einen wirtschaftlichen Nutzen durch einen verstärkten Tourismus.
Im Zuge des innerstädtischen Wandels, bei dem die Innenstädte immer mehr ihre Attraktion als urbanen Lebensraum einbüßen, verschafft Kunst im öffentlichen Raum wieder belebende, anziehende Komponenten. Daher findet sie mehr und mehr Einzug bei städtebaulichen Planungen und wird so konzeptioneller Teil einer Raumgestaltung. Solche Kunstwerke müssen einerseits örtliche, technische, bauliche Vorgaben und Gegebenheiten berücksichtigen, andererseits sind sie auch den inhaltlichen, ästhetischen und künstlerischen Aussagen verpflichtet. Werke der Kunst im Kreisverkehr etwa müssen in besonderem Maße Verkehrslösungen berücksichtigen. Oft sind die Aufgabenstellungen an einen Künstler, der für den öffentlichen Raum arbeitet, komplex und nur multidisziplinär zu lösen.

## Abgrenzung zur Kunst am Bau

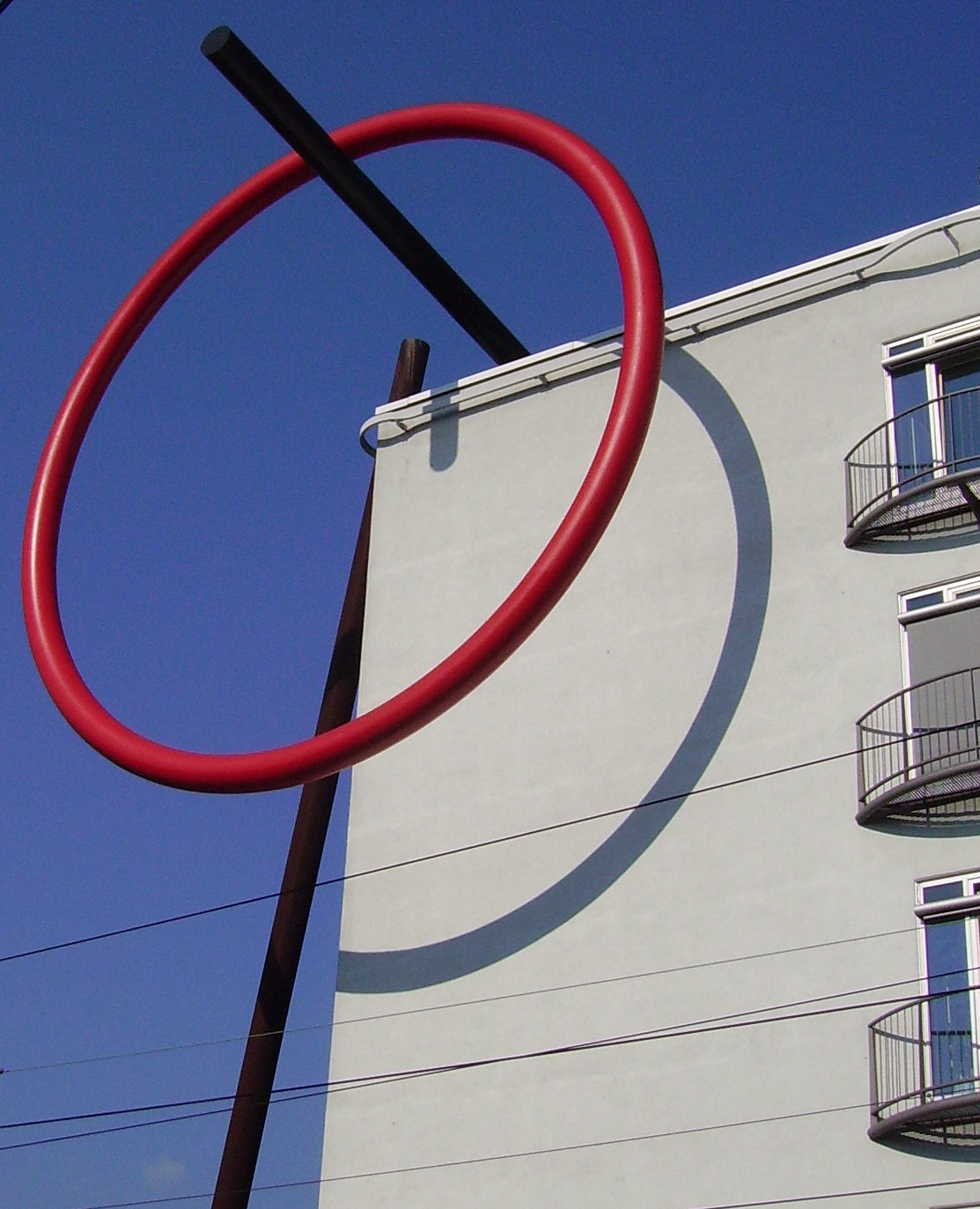
Ring des Seyns von Kazuo Katase am Klinikum der Stadt Ludwigshafen

Kunst in öffentlichen Raum unterscheidet sich von „Kunst am Bau“. Angesichts der finanziellen Notlage der Künstler in den 1920er Jahren beschließt der Staat, mit dem Kunst-am-Bau-Programm die bildenden Künstler zu unterstützen. Die Förderung sieht in Deutschland vor, beim Bau oder der Sanierung staatlicher Bauten einen bestimmten Anteil – meist zwischen 1 und 4 % der Baukosten – für Kunst am Bau aufzuwenden. Diese Kunstwerke verschwinden dann im Inneren staatlicher Bauwerke wie dem Bundespräsidialamt (Lothar Baumgarten: Innenhofgestaltung, 2003) oder stehen sichtbar auf der zum Bauwerk gehörenden Freifläche deutlich verankert im öffentlichen Bewusstsein wie Chillidas Plastik vor dem Berliner Bundeskanzleramt. Kunst am Bau wirkt oft recht unmittelbar auf den öffentlichen Raum, befindet sich aber im Regelfall auf dem Privatgelände.

## Initiierung
Kunst im öffentlichen Raum wird in Deutschland sowohl von staatlicher Seite, also den Bundesländern und der Bundesrepublik Deutschland, als auch kommunaler und privater Seite initiiert. Dabei haben die Länder jenseits der Stadtstaaten den Impuls erst im Laufe des 21. Jahrhunderts systematisch aufgegriffen und in ihre Förderpraxis und Gesetzgebung integriert: „Das Land wirkt durch Förderung und Beratung bei der Realisierung von Kunst im öffentlichen Raum mit“, heißt es beispielsweise seit 2021 im Kulturgesetzbuch Nordrhein-Westfalens. Einschlägige Förderprogramme gibt es auch in Bayern oder Schleswig-Holstein. Auf die Flächenstaaten ausgeweitet wird damit eine Praxis, die in den Stadtstaaten Berlin, Bremen und Hamburg dank ihrer Doppelfunktion als Staat und Kommune seit den 1970er Jahren als Ablösung oder Erweiterung der bisherigen „Kunst am Bau“-Förderung erprobt worden war. Als erstes hatte die Bremische Bürgerschaft 1973 die seit 1952 bestehende Regelung der Kunst am Bau modifiziert und die Mittel losgelöst vom Bauvorhaben in Haushaltsstellen eingebracht. Dabei tauchte erstmals der Begriff „Kunst im öffentlichen Raum“ im Kontext eines staatlichen sowie hier eher kommunalen Förderprogramms auf.

## Finanzierung
Der Begriff Kunst im öffentlichen Raum wird ohne Rücksicht auf die Art der Finanzierung der Kunstwerke gebraucht. Kunstwerke im öffentlichen Raum wurden und werden von staatlichen Stellen (Fürsten, Gebietskörperschaften, staatliche Museen), aber auch von privaten Museen, Galerien, Unternehmen, Fördervereinen oder einzelnen Mäzenen bezahlt. Vielfach werden Kunstwerke auch von Künstlern kostenlos zur Verfügung gestellt.

## Kontroversen

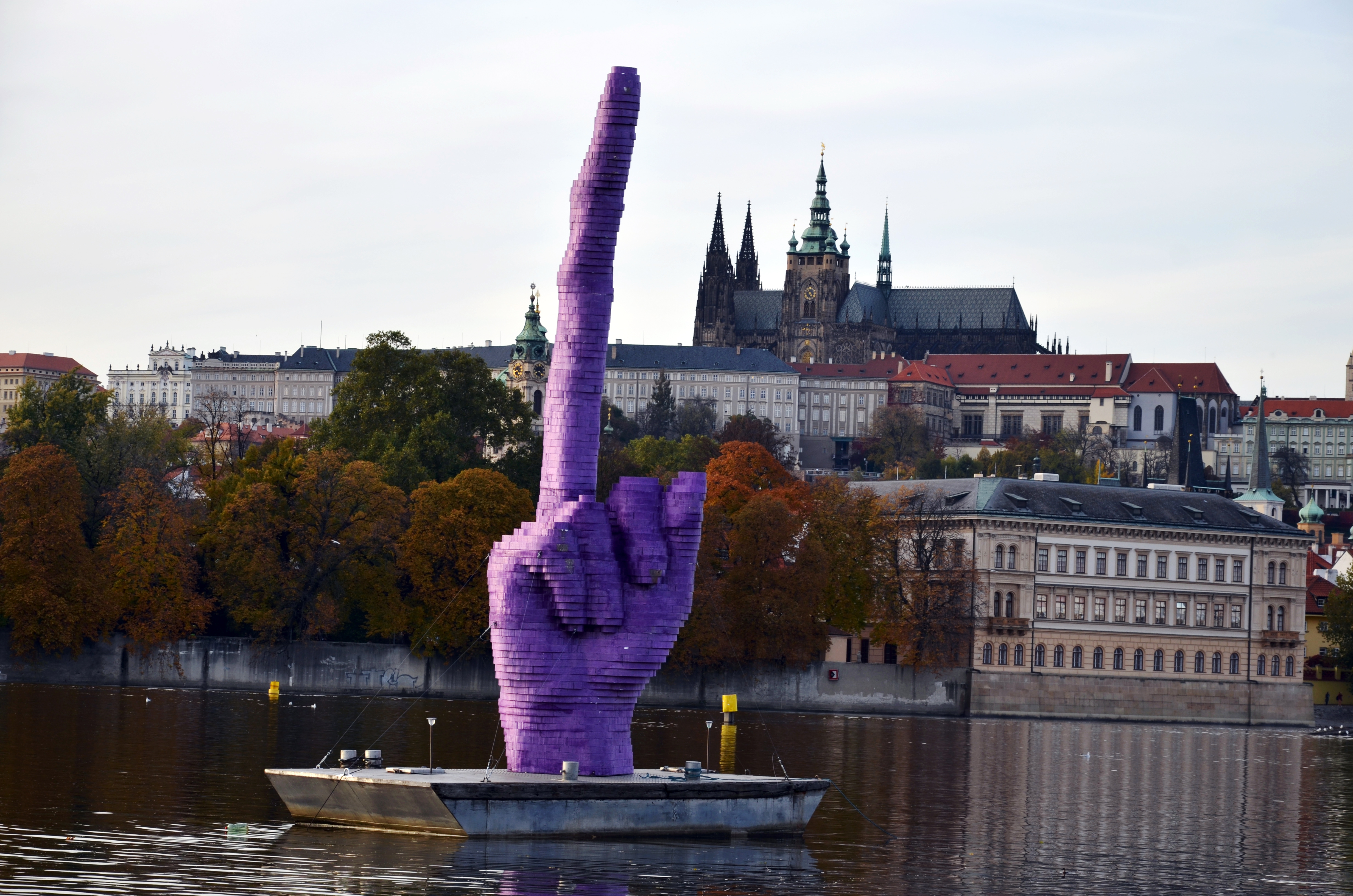
Provokative Skulptur von David Černý, auf die Prager Burg, den Sitz des tschechischen Präsidenten, gerichtet

Kunst im öffentlichen Raum kann auch provokativ sein und aufgrund ihrer Ästhetik oder gesellschaftskritischer Botschaft öffentliche und mediale Erregung hervorrufen. Dabei handelt es sich oft um illegal installierte Kunst und Streetart.
Ungewollten Kontroversen zur Ausgestaltung oder finanziellen Aspekten kann durch die frühzeitige Einbeziehung von Bürgerjurys oder Laienkonsultationen vorgebeugt werden, wenn dabei soziale Voraussetzungen berücksichtigt werden. Möglich sind auch Befragungen und Konsultationen der Öffentlichkeit.

## Kunstwettbewerbe
Angesichts der allgemein sinkenden Einkommenschancen von Künstlern ist das Interesse der Künstler an Ausschreibungen zu Kunstwettbewerben trotz der Komplexität groß. Bei national oder international ausgeschriebenen Kunstwettbewerben sind Teilnehmerzahlen in dreistelliger Höhe nicht ungewöhnlich. Davon werden in der Regel maximal 20 Künstler für einen Realisierungsentwurf eingeladen, den allerdings nur einer gewinnen kann. Eine Jury prüft die ästhetischen Qualitäten aller Werke und schätzt die Kosten ihrer Herstellung ein. Das Ziel von Kunstwettbewerben ist es, die beste künstlerische Lösung für die jeweilige Baumaßnahme zu finden. Das Preisgericht besteht aus drei bis sieben stimmberechtigten Personen, von denen die Mehrheit Kunstsachverständige sein müssen. Für die Erstplatzierten bleibt ein Honorar, das den Kostenaufwand vielleicht deckt. Daneben gibt es auch eingeladene Kunstwettbewerbe. Hierbei beauftragt man 5 bis 10 Künstler, ihre Vorschläge zu unterbreiten.
Kunst im öffentlichen Raum ist nicht in jedem Fall eine von oben gesteuerte Veranstaltung. Die Städte stellen ihren öffentlichen Raum auch für privat finanzierte oder organisierte Projekte zur Verfügung; so beispielsweise beim Hamburger Park-Fiction-Projekt, bei dem sich die Kunst jenseits der Verwaltung direkt mit den Bürgern organisiert hat.

## Spezielle Formen
- Graffiti
- Installation (Kunst)
- Street Art
- Skulpturengarten
- Skulpturenweg

## Übersichten zur Kunst im öffentlichen Raum

### Deutschland
Nach Bundesländern:
- Kunst im öffentlichen Raum in Hamburg
- Liste von Kunstwerken im öffentlichen Raum in Nordrhein-Westfalen

Nach Ort:
- Kunst im öffentlichen Raum Berlin-Gesundbrunnen
- Kunst im öffentlichen Raum in Berlin-Karlshorst
- Kunst im öffentlichen Raum im Berliner Bezirk Pankow
- Kunst im öffentlichen Raum im Berliner Bezirk Spandau
- Liste von Kunstwerken im öffentlichen Raum in Düsseldorf
- Liste von Kunstwerken im öffentlichen Raum in Eisenach
- Kunst im öffentlichen Raum in Erfurt
- Kunst im öffentlichen Raum in Frankfurt am Main
- Kunst im öffentlichen Raum in Frankfurt (Oder)
- Kunst im öffentlichen Raum in Freiburg im Breisgau
- Kunst im öffentlichen Raum in Güglingen
- Kunst im öffentlichen Raum in Halle (Saale)
- Kunst im öffentlichen Raum in Hannover
- Kunst im öffentlichen Raum in Hilden
- Kunst im öffentlichen Raum im Hochsauerlandkreis
- Kunst im öffentlichen Raum in Konz
- Kunst im öffentlichen Raum in Langenhagen
- Kunst im öffentlichen Raum in Ludwigshafen
- Kunst im öffentlichen Raum in Magdeburg
- Kunst im öffentlichen Raum im Märkischen Kreis
- Liste der Kunstwerke im öffentlichen Raum in München
- Kunst im öffentlichen Raum in Nürnberg
- Liste der Kunstwerke im öffentlichen Raum in Oelsnitz/Erzgeb.
- Kunst im öffentlichen Raum im Kreis Olpe
- Kunst im öffentlichen Raum in Osnabrück
- Liste von Kunstwerken im öffentlichen Raum im Ruhrgebiet
- Liste von Kunstwerken im öffentlichen Raum im Kreis Soest
- Liste von Kunstwerken im öffentlichen Raum in Solingen

### Österreich
- Kunst im öffentlichen Raum in Kärnten
- Kunst im öffentlichen Raum in Niederösterreich
- Kunst im öffentlichen Raum in Innsbruck
- Kunst im öffentlichen Raum in Linz
- Kunst im öffentlichen Raum in Graz
- Kunst im öffentlichen Raum in Wien

## Abbildungsrechte
Kunst im öffentlichen Raum kann in Deutschland, Österreich, der Schweiz und in vielen anderen Ländern von jedermann frei abgebildet werden, sofern sie dauerhaft im öffentlichen Raum installiert ist oder von diesem aus (oft: ohne Hilfsmittel) sichtbar ist. Keine Panoramafreiheit für Skulpturen kennen z. B. Frankreich, Belgien, Japan und die USA.